# 掛塚灯台
掛塚灯台（かけづかとうだい）は、静岡県磐田市駒場の天竜川河口東側に建つ白色の灯台。

## 沿革
- 1880年（明治13年） - 旧幕臣の荒井信敬（あらいしんけい）が私財を投じて高さ約8 mの「改心灯台」を建設[1][2][3]。
- 1897年（明治30年）3月25日 - 改心灯台の北西18 mの位置に官製の灯台が完成、初点灯[1][4]。
- 2002年（平成14年）3月 - 海岸浸食や東海地震対策のため現在地に移設[1][2]。